# Balzheim
Balzheim ist eine Gemeinde bestehend aus den Gemeindeteilen Ober- und Unterbalzheim im Alb-Donau-Kreis in Baden-Württemberg.
Die Gemeinde gehört dem Gemeindeverwaltungsverband Dietenheim mit Sitz in Dietenheim an.

## Geographie

### Geographische Lage
Balzheim liegt rund 25 Kilometer südlich von Ulm. Die Gemeinde liegt im Illertal und an der Iller, hat aber nur wenige hundert Meter Anteil am Flussufer, da die Grenze zwischen Baden-Württemberg und Bayern dem Verlauf des Flusses vor der Regulierung folgt.

### Nachbargemeinden
Die Gemeinde grenzt im Norden an die Stadt Dietenheim, im Osten an die Ortsteile Herrenstetten und Untereichen der bayrischen Gemeinde Altenstadt, im Süden an Kirchberg an der Iller und Gutenzell-Hürbel sowie im Westen an Wain, alle drei im Landkreis Biberach.

### Gliederung
Die Gemeinde besteht aus den beiden Gemeindeteilen Unterbalzheim, zu dem neben dem Dorf Unterbalzheim die Höfe Halbertshof und Mühle gehören, sowie Oberbalzheim mit dem Dorf Oberbalzheim.

### Schutzgebiete
Der östliche Teil der Gemeindefläche wurde als Landschaftsschutzgebiet Balzheim ausgewiesen.

## Geschichte

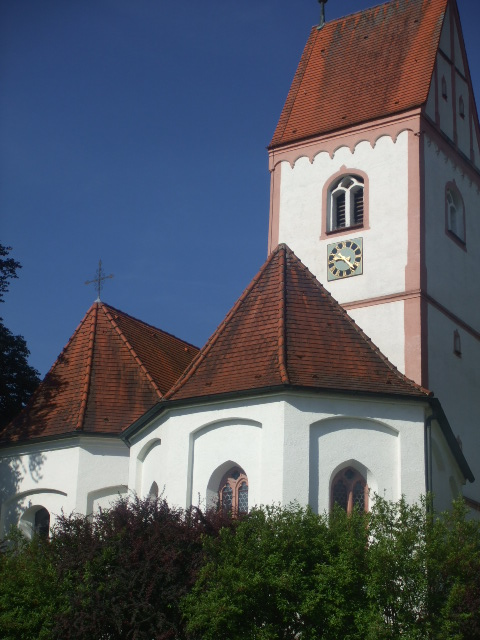
Mauritiuskirche Unterbalzheim

### Frühes Mittelalter
Der Name Balzheim ist vermutlich älteren heidnischen Ursprungs und soll auf Baldur, den Lichtgott der Germanen, zurückgehen. Alemannische Grabfunde deuten auf eine Besiedlung des Gebiets im frühen Mittelalter hin. 

### Hochmittelalter
Edelfreie von Balzheim werden zwischen 1083 und 1266 mehrfach genannt und sanken im Spätmittelalter in den Niederadel ab. 1181 ist Graf Hartmann von Kirchberg als Besitzer der Burg in Unterbalzheim bezeugt. 1239 erwarben die Grafen von Grüningen-Landau, eine Seitenlinie der Grafen von Württemberg, die Burg in Unterbalzheim.

### Spätmittelalter
1281 gelangte die Burg wieder in die Hände der Grafen von Kirchberg. 1356 wurde die Herrschaft Balzheim ein vorderösterreichisches Lehen des schwäbischen Adelsgeschlechts der Herren von Freiberg.
1372 kaufte Ludwig Krafft den Herren von Freiberg die Herrschaft Balzheim ab. Ab 1490 gelangten Ober- wie auch Unterbalzheim durch Verkauf und Erbschaft an Walter Ehinger, der aus der Familie der Ehefrau von Ludwig Krafft stammte. Er errichtete bis 1504 das Obere Schloss in Oberbalzheim.

### Frühe Neuzeit
In den Jahren nach 1583 wurde das Untere Schloss in Oberbalzheim errichtet. 
In der Mitte des 17. Jahrhunderts siedelten sich protestantische Glaubensflüchtlinge aus Kärnten und der Steiermark im Nachbarort Wain an und kamen so auch nach Balzheim. Durch sie kam die Tradition der Wurstspezialität „Balzheimer“ an den Ort, die auch „Lutherische“ heißen.  
Nachdem die Familie der Ehinger von Balzheim 1734 erlosch, erwarb im Jahr 1740 der aus Esslingen am Neckar stammende und in Wien als Bankier tätige Franz Gottlieb von Palm (1691–1749) die Güter Ober- und Unterbalzheim, Bodelshofen und Steinbach. In Esslingen ließ er außerdem den Oberen Palmschen Bau errichten, das heutige Neue Rathaus.

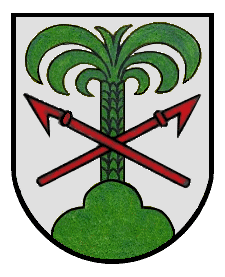
Wappen Oberbalzheim

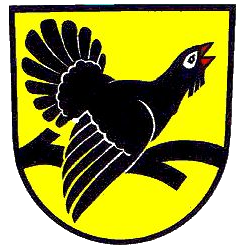
Wappen Unterbalzheim

1805 fielen Ober- und Unterbalzheim an das Kurfürstentum Bayern.

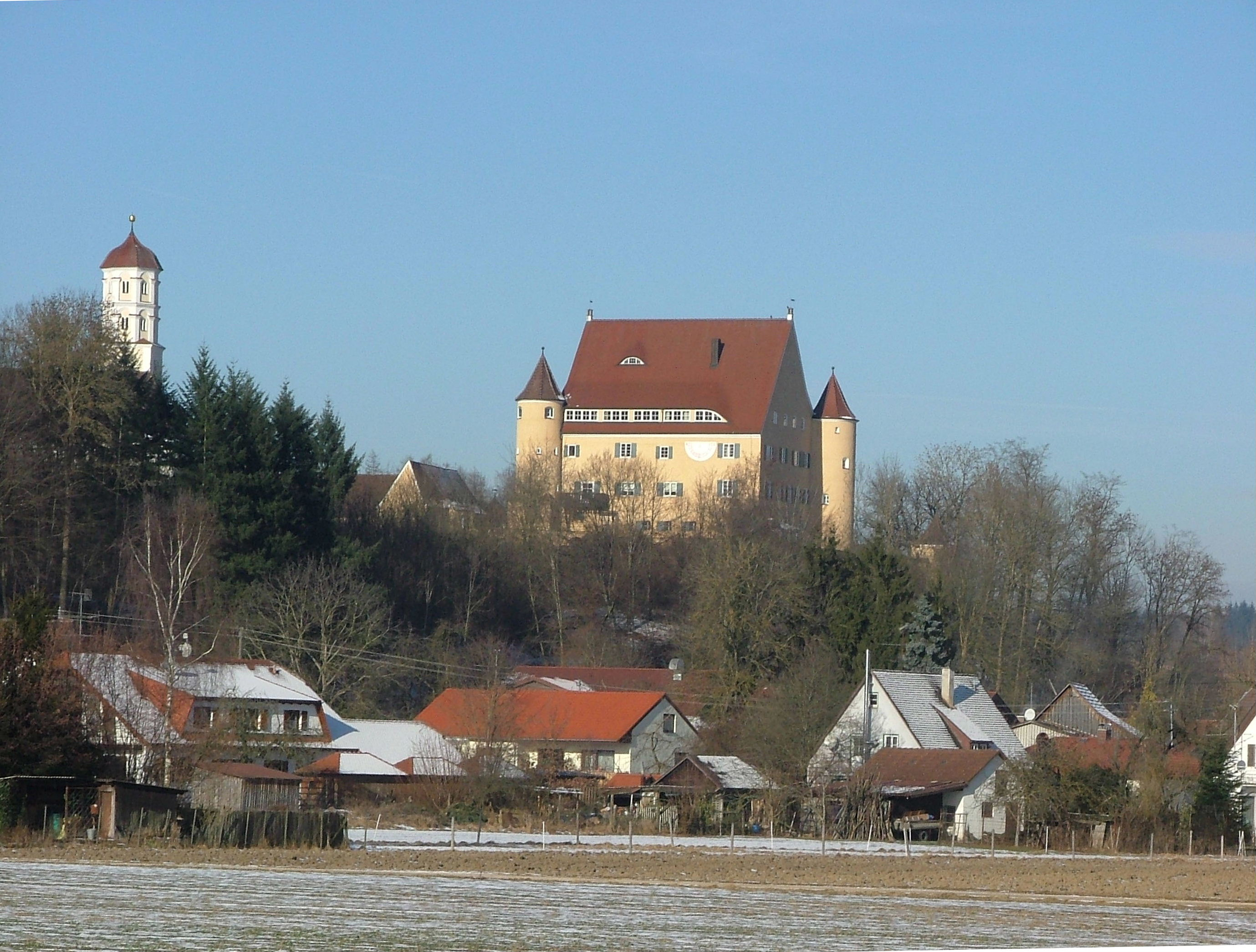
Schloss Balzheim

### Württembergische Zeit
1810 wurden die Orte auf Grund des Grenzvertrags von 1810 vom Königreich Bayern an das Königreich Württemberg abgetreten. Ober- und Unterbalzheim waren seither dem Oberamt Wiblingen zugeordnet, aus dem 1842 das Oberamt Laupheim hervorging. Bei der Kreisreform während der NS-Zeit in Württemberg gelangten Ober- und Unterbalzheim 1938 zum Landkreis Biberach.

### Nachkriegszeit
1945 wurden die Orte Teil der Französischen Besatzungszone und kamen somit zum Nachkriegsland Württemberg-Hohenzollern, welches 1952 im Land Baden-Württemberg aufging.
Im Jahr 1954 erbte die Gemeinde Oberbalzheim vom dort ehemals ansässigen Imre Karl Michael Julius Freiherrn von Palm (1884–1949) eine Summe von 1,4 Mio. DM. Um das zu ermöglichen, war es 1953 zu einem Vergleich zwischen der Familie von Palm und der Gemeinde Oberbalzheim gekommen. 1972 wurde die „Stiftung Oberbalzheim – Imre Freiherr von Palm’sche Stiftung“ gegründet und sichergestellt, dass die Erträge aus der Stiftung nur der in Oberbalzheim ansässigen Bevölkerung zugutekommen und nicht für die gesetzlichen Aufgaben der Gemeinde verwendet werden.
Durch die Kreisreform von 1973 kamen Ober- und Unterbalzheim vom Landkreis Biberach zum Alb-Donau-Kreis. Die heutige Gemeinde Balzheim entstand am 1. Juli 1974 durch den Zusammenschluss der beiden bislang selbstständigen Gemeinden.

### Religionen
Aus dem Jahr 1275 sind Kirche und Pfarrei St. Mauritius in Unterbalzheim bezeugt. 1541 wurde die Reformation durchgeführt und seither war die Gegend für Jahrhunderte evangelisch geprägt. Die evangelische Kirchengemeinde Balzheim gehört zum Kirchenbezirk Biberach der Württembergischen Landeskirche. 1100 Personen sind heute evangelisch-lutherisch, während 600 Personen katholischen Glaubens sind. Die Katholiken werden von der Kirchengemeinde in Dietenheim betreut, die Teil einer Seelsorgeeinheit im Dekanat Ehingen-Ulm ist.

### Einwohnerentwicklung

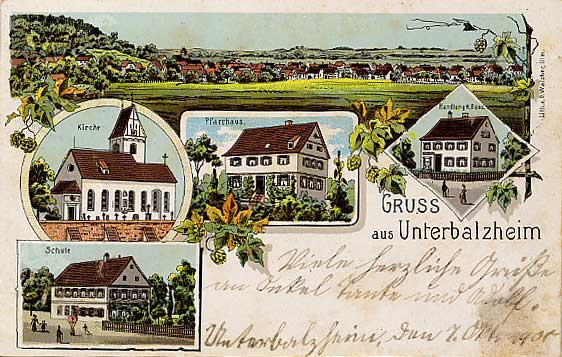
Unterbalzheim um 1900

| Jahr | Einwohnerzahlen |
| ---- | --------------- |
| 1880 | 975             |
| 1900 | 884             |
| 1925 | 995             |
| 1939 | 855             |
| 1950 | 1071            |
| 1961 | 1156            |
| 1970 | 1286            |
| 1980 | 1597            |
| 1990 | 1641            |
| 1995 | 1825            |
| 2000 | 2011            |
| 2005 | 2020            |
| 2010 | 1993            |
| 2015 | 2026            |
| 2020 | 2090            |

## Politik

### Verwaltungsverband
Die Gemeinde gehört dem Gemeindeverwaltungsverband Dietenheim mit Sitz in Dietenheim an.

### Gemeinderat
Der Gemeinderat in Balzheim hat zehn Mitglieder. Er besteht aus den gewählten ehrenamtlichen Gemeinderäten und dem Bürgermeister als Vorsitzendem. Der Bürgermeister ist im Gemeinderat stimmberechtigt.

## Wirtschaft und Infrastruktur
Balzheim hat über 500 Arbeitsplätze und ist ein kleines Zentrum der Feinmechanik. Ein bedeutender Arbeitgeber ist das Familienunternehmen Gebrüder Otto, es produziert Garne und Zwirne in Dietenheim und Unterbalzheim.

### Bildung
Balzheim verfügt über eine eigene Grundschule, weiterführende Schulen können in den Nachbargemeinden besucht werden. Außerdem gibt es in beiden Ortsteilen je einen Kindergarten.

## Kultur und Sehenswürdigkeiten
- Imre Freiherr von Palm’sche Stiftung Oberbalzheim: Veranstaltung von Konzerten, Lesungen etc.[6]

### Bauwerke
- Oberes Schloss und Unteres Schloss in Oberbalzheim
- Dreifaltigkeitskirche Oberbalzheim
- Mauritius-Kirche in Unterbalzheim
- Stiftungshalle in Oberbalzheim
- Hans-Ehinger-Haus (Gemeindehaus der evangelischen Kirchengemeinde Balzheim) in Unterbalzheim
- Dorfgemeinschaftshaus in Unterbalzheim

### Kulinarische Spezialitäten
Eine besondere Spezialität ist die Balzheimer Wurst genannt „Balzheimer“. Diese wird in der Region auch „Lutherische“ genannt, da sie von den protestantischen Glaubensflüchtlingen mit nach Balzheim gebracht wurde.

## Söhne und Töchter der Stadt
- Jan Rothenbacher, Oberbürgermeister der kreisfreien Stadt Memmingen (2023-heute)
- Christian Wirth, genannt „Christian der Grausame“, (1885–1944), deutscher Polizeibeamter, SS-Sturmbannführer, 1.Kommandant des Vernichtungslagers Belzec, maßgeblich an der Aktion T4 beteiligt.

## Vereine
Die Vereine in Balzheim nehmen im öffentlichen Leben eine starke Rolle ein und sind auch ein Treffpunkt für die Balzheimer Jugend. Dazu zählen der Sportverein Balzheim, Schützenverein Balzheim, Musikverein Balzheim, Sportfischerverein Balzheim, die Theaterfreunde Balzheim, die Keßler Hexa Balzheim sowie EC Jugendarbeit Balzheim.